# 道格·懷特
道格·懷特（1962年—）是一名美国剧作家、歌剧剧本作家和编剧。2004年他以《吾亦吾妻》获得普利策奖。

## 生涯

### 早年
道格·懷特出生于达拉斯。他在达拉斯的高校毕业，在那里他在话剧团非常出色，1981年出任学校话剧俱乐部的主席。1985年他在耶鲁大学获得学士学位。他在纽约大学获得藝術創作碩士学位。他是美国剧作家协会成员并出任纽约戏剧工作室理事。他获得耶鲁大学和普林斯顿大学等大学的奖学金。

### 成就
1995年懷特的《性書狂人》在华盛顿哥伦比亚特区首演，此后在纽约外百老匯音樂劇上演。这部剧描写的是薩德侯爵想象的最后数日生活。它获得1995年国家艺术俱乐部最佳新美国话剧奖，懷特1996年获得优异剧作奖。2000年懷特写了改编的电影剧本。杰弗里·拉什在电影中演主角。
2003年懷特的剧《吾亦吾妻》在外百老汇音乐剧上演。它随后转到百老匯劇院并获得托尼最佳剧作獎以及普利策剧作奖。这部剧是一部单人剧，描写的是德国性倒错人夏洛特·冯·马尔斯多夫。演员是杰斐逊·梅斯。
2006年懷特写了音乐剧《灰色花园》的剧本。克里斯汀·艾伯塞尔和玛利·路易丝·威尔森演出。这部音乐剧的故事基于1975年梅索斯兄弟关于大埃迪斯·布韦埃·毕尔和她女儿小埃迪斯·布韦埃·毕尔（杰奎琳·肯尼迪的姨）的同名纪录片。2007年他把迪斯尼电影《小美人鱼》改编为百老汇音乐剧。
2009年拉·乔拉剧场聘请他改编和导演奥古斯特·斯特林堡的《债主》。
懷特为制片人诺曼·李尔写了四部电视连续剧的开始集以及为等写过电视连续剧。他参与佳线电影公司、福克斯探照灯影业和梦工厂的电影的剧本写作。
他是美国剧作家协会成员并任纽约戏剧工作室理事。他获得耶鲁大学、普林斯顿大学等大学的奖学金。2010年他成为美国艺术家会员。

### 个人生活
懷特和他的丈夫生活在纽约。